# 绿头鸭
绿头鸭（学名：Anas platyrhynchos）又名大头绿（雄）、蒲鸭（雌）、野鴨，古稱鶩，是一種水鴨，在溫帶和亞熱帶的美洲、歐亞大陸和北非繁殖。它被引進到紐西蘭、澳大利亞、秘魯、巴西、烏拉圭、阿根廷、智利、哥倫比亞、福克蘭群島和南非。這種鴨屬於鴨亞科的雁形目鴨科。雄鴨（公鴨）有綠色頭部，而雌鴨（母鴨）主要有棕色斑點羽毛。兩性翅膀上都有一片稱為翼鏡羽的白邊黑色或虹彩紫色或藍色羽毛區域；雄鴨尤其傾向於有藍色翼鏡羽。
綠頭鴨長50—65 cm（20—26英寸），其中身體占約三分之二的長度。翼展為81—98 cm（32—39英寸），喙長為4.4至6.1 cm（1.7至2.4英寸）。它通常比大多數其他水鴨稍重，重達0.7—1.6（1.5—3.5磅）。綠頭鴨生活在濕地，食用水生植物和小動物，是社會性動物，喜歡成群或大小不一的群體聚集。
雌鴨每隔一天產下8到13枚奶油白色到綠色無斑點的鳥蛋。孵化需時27到28天，出巢需時50到60天。鴨雛是早熟鳥，一孵化就能下水游泳。
國際自然保護聯盟（IUCN）認為綠頭鴨是一種無危物種。與許多水禽不同，綠頭鴨在某些地區被認為是入侵物種。這是一個非常適應力強的物種，能夠在城市地區生活甚至繁榮，這些地區可能曾支持過更多本地化、對環境敏感的水禽物種。非遷徙的綠頭鴨通過基因污染與本土野鴨雜交，產生可育的後代。各種野鴨基因庫的完全雜交可能導致許多本土水禽的滅絕。這個物種是大多數家鴨品種的主要祖先，其自然演化的野生基因庫已被家養和野生綠頭鴨種群的基因污染。

## 分類及演化歷史

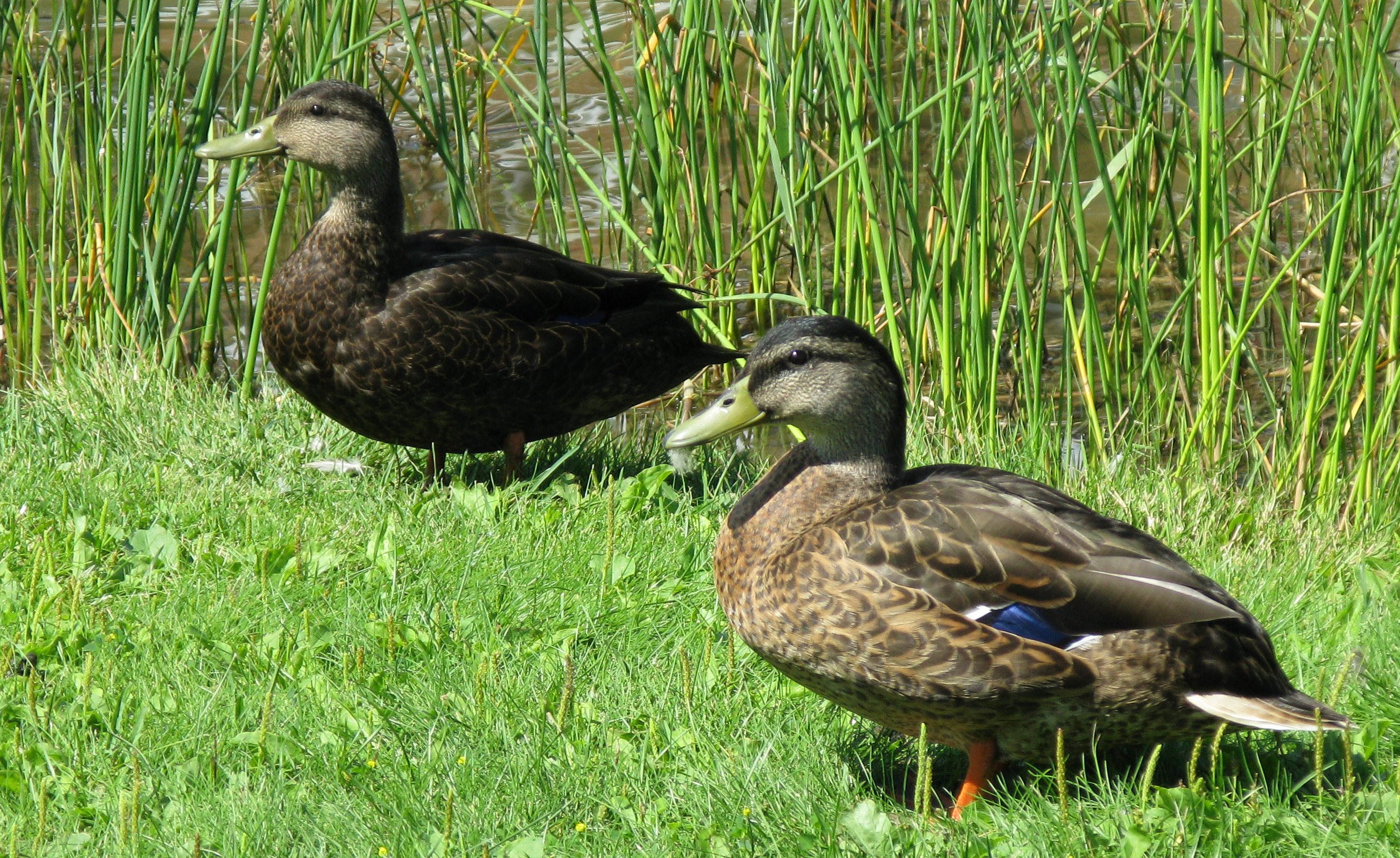
綠嘴黑鴨（左上）和處於過渡羽毛期的雄性綠頭鴨（右下）

綠頭鴨是1758年卡爾·林奈在《自然系統》第10 版中最初描述的鳥類物種之一。他給了它兩個雙名法名稱：Anas platyrhynchos和Anas boschas。後者直到1906年都被普遍接受，當時埃納爾·倫伯格確定A. platyrhynchos具有優先權，因為它出現在文本的前一頁。 科學名稱來自拉丁語Anas，意為“鴨”，以及古希臘語 πλατυρυγχος，platyrhynchus，意為“寬喙”（來自 πλατύς，platys，意為“寬”和 ρυγχός，rhunkhos，意為“喙”）。 Anas platyrhynchos的基因組於2013年定序。
名稱mallard最初指任何野生雄鴨，有時仍以此方式使用。 它來自古法語或，意為“野生雄鴨”，雖然其真實來源不明。 它可能與古高地德語的男性專有名詞有關，或至少受其影響，線索在替代的英語形式“maudelard”和“mawdelard”中。 也有提出Masle（雄性）一詞也有影響。
綠頭鴨經常與其在屬中的近親，如綠嘴黑鴨，以及與其遠緣的物種，如針尾鴨雜交，產生各種可能完全可繁殖的雜交種。 綠頭鴨在野外與超過40種物種雜交，在圈養中與另外20種物種雜交， 雖然可育的雜交種通常有兩個Anas父母。 野生綠頭鴨和其家養的同種具完全生殖能力；北美的許多野生綠頭鴨種群含有大量的家鴨DNA。

基因分析顯示，一些綠頭鴨似乎與其印太地區的親屬更接近，而另一些則與其美洲的親屬有關。 線粒體DNA的D環序列數據表明，綠頭鴨可能是在西伯利亞地區演化的。綠頭鴨骨骼突然出現在古代人類的食物遺跡和歐洲其他的化石骨骼堆積中，沒有明顯的當地前任物種。 在更新世期間，至少在歐洲和西亞的綠頭鴨大冰期年代物種被命名為Anas platyrhynchos palaeoboschas。
綠頭鴨的線粒體DNA在北美和歐亞種群之間存在區別， 但核基因組顯示出顯著缺乏基因結構。 在白令海周圍的綠頭鴨中，可以找到典型的美洲綠頭鴨親屬和東方斑嘴鴨的單倍型。 阿留申群島擁有一群綠頭鴨，它們似乎正在進化成為一個亞種，因為與其他種群的基因交流非常有限。
此外，舊世界綠頭鴨和新大陸綠頭鴨之間缺乏顯著的形態學差異，這顯示了它們基因組之間的高度共享，使得像中國斑嘴鴨這樣的鳥類與舊世界綠頭鴨高度相似，而像夏威夷鴨這樣的鳥類則與新大陸綠頭鴨高度相似。
綠頭鴨的大小有地域性；例如，來自格陵蘭的個體雖然較大，但喙較小，羽毛顏色較淺，身體較粗壯，曾被分類為一個獨立的亞種，即格陵蘭綠頭鴨（A. p. conboschas）。

## 描述

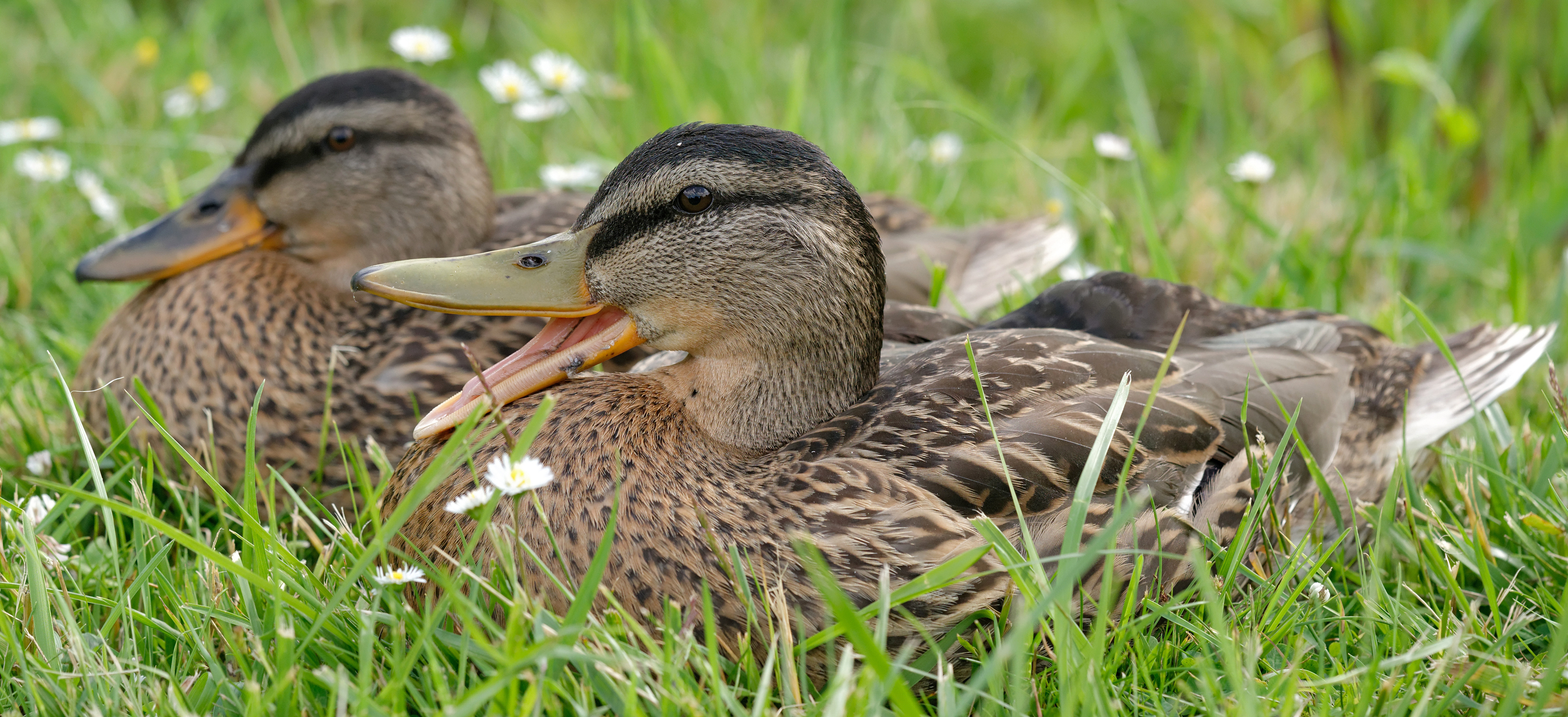
亞成鳥的雄鴨和雌鴨

綠頭鴨是一種中等大小的水禽，通常比大多數其他水鴨稍重。它長50—65 cm（20—26英寸） – 其中身體占約三分之二 – 翼展為81—98 cm（32—39英寸），重0.7—1.6（1.5—3.5磅） 在標準測量中，翼弦長25.7至30.6 cm（10.1至12.0英寸），喙長4.4至6.1 cm（1.7至2.4英寸），蹠骨長4.1至4.8 cm（1.6至1.9英寸）。
繁殖期的雄性綠頭鴨易於辨認，擁有光亮的深綠色頭部和一條白色的頸圈，將頭部與紫色帶棕色的胸部、灰棕色的翅膀和淺灰色的腹部分開。 雄性的尾部是黑色的，並有白色邊緣的深色尾羽。:506 雄鴨的喙呈黃色橙色，頂端有黑色，而雌鴨的喙通常較暗，從黑色到斑駁的橙色和棕色不等。 雌性綠頭鴨外觀顏色斑駁，每根羽毛都呈現出從淺黃色到深棕色的鮮明對比，大多數雌性水鴨都是這種顏色，並且有淺黃色的臉頰、眉毛、喉嚨和頸部，與較暗的頭頂和眼紋形成對比。:506 綠頭鴨像其他兩性異形的鳥類一樣，有時會經歷自發的性別逆轉， 通常是由於性器官，如雌鴨的卵巢受損或功能失調所引起。 這種現象可能會導致雌性綠頭鴨呈現出雄性羽毛，反之亦然（表型女性化或男性化）。

雄性和雌性綠頭鴨都有明顯的紫藍色彩虹翼鏡羽，邊緣帶白色，在飛行或休息時很顯眼，但在夏季的年度換羽期間會暫時脫落。 剛孵化時，鴨雛的羽毛在腹部和臉部（眼睛周圍有條紋）是黃色的，而背部（有些黃色斑點）一直到頭頂和後部是黑色的。 它的腿和喙也是黑色的。 當接近一個月大時，鴨雛的羽毛開始變得單調，看起來更像雌性，但條紋更多，腿部失去深灰色的顏色。
:506 孵化後兩個月，雛鴨即長成為亞成鳥。 雛鴨在孵化後50-60天即可飛翔。它的喙很快失去深灰色的顏色，性別可以通過三個地方來區分：1） 雄性的喙是黃色的，但雌性的是黑色和橙色的； 2） 雄性的胸羽是紅棕色的，但雌性的是棕色的； 3） 雄性的中央尾羽（雄鴨羽毛）是卷曲的，但雌性的是直的。 在成鳥之前的最後一段時期（6-10 個月大），雌性幼鴨的羽毛保持不變，而雄性幼鴨的羽毛逐漸變成其特有的顏色。 這種羽毛變化也可見於雄性綠頭鴨成鳥，當它們在夏季換羽期開始和結束時，長出和脫掉其非繁殖期的過渡羽毛。 綠頭鴨的成年年齡為十四個月，平均壽命為三年，但它們可以活到二十年。

綠頭鴨成鳥

有幾種雌鴨的羽毛是棕色的，可能與雌性綠頭鴨混淆。 雌性赤頸鴨（Mareca strepera）有一條橙色邊的喙，白色的腹部，黑白相間的翼鏡，在飛行中看起來像翅膀上的一個白色方塊，並且是一種較小的鳥。:506 在北美洲，與雌性綠頭鴨更相似的是綠嘴黑鴨（A. rubripes），其兩性的羽色比綠頭鴨明顯更深， 以及斑點鴨（A. fulvigula），其顏色比雌性綠頭鴨稍暗，裸露部位的顏色略有不同，且翼鏡上沒有白邊。

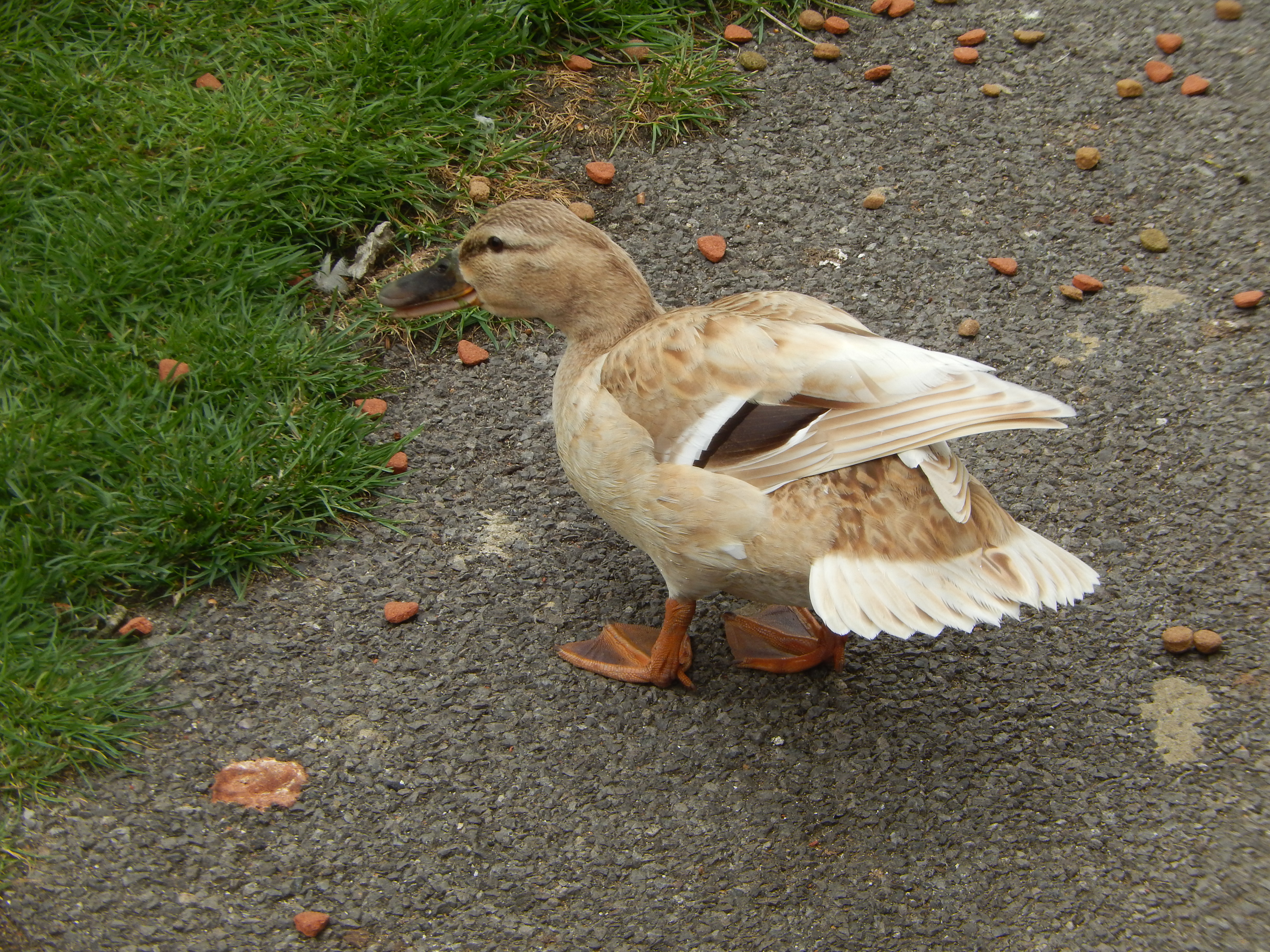
野鴨是最常見到異常羽色的鳥類之一，通常是由於基因突變造成的。 圖片中為白化症雌鴨; 鳥類的白化症常常導致身體某些部位出現“奶油色”、“杏色”或柔和的羽毛。

 在圈養中，家鴨的羽毛有野生型、白色和其他顏色。 這些顏色變異在不作為家畜飼養的綠頭鴨中也有發現，如作為寵物鳥、鳥園飼養等，這些顏色變異稀少但逐漸增多。
這是一種吵鬧的鳥，雌性有深沉的quack，通常與鴨子聯繫在一起。:507 雌性經常發出連續2-10聲的quacks，從大聲開始，音量逐漸減小。 雄性綠頭鴨發出的聲音在語音上類似於雌鴨的典型quack，但比雌鴨的聲音更深沉和安靜。米德爾塞克斯大學對英國兩個綠頭鴨種群的研究發現，綠頭鴨的聲音根據環境不同而變化，並具有類似區域口音的特徵，生活在倫敦的城市綠頭鴨比生活在康沃爾的鄉村綠頭鴨更響亮、更愛吵鬧，這是對持續的人工噪音水平的適應。
當在孵卵或有後代時，雌鴨會發出不同的聲音，聽起來像是通常鴨叫聲的縮短版。這種母性叫聲對其幼鴨具有很強的吸引力。這些quacks的重複和頻率調製構成了幼鴨同種識別的聽覺基礎，這個過程被稱為聲音的同種識別。 此外，當巢或幼鴨受到威脅或干擾時，雌鴨會發出嘶嘶聲。當起飛時，綠頭鴨的翅膀會發出特有的微弱的呼嘯聲。
綠頭鴨是一個少見的既符合艾倫法則又符合伯格曼法則的鳥類例子。 伯格曼法則指出，極地形態通常比來自較暖氣候的相關形態更大，這在鳥類中有許多例子，如格陵蘭綠頭鴨比南方的綠頭鴨更大。 艾倫法則說，像耳朵這樣的附肢在極地形態中通常較小以最小化熱量損失，而在熱帶和沙漠形態中則較大以促進熱量散失，極地亞種整體上更為粗壯。 這一法則在鳥類中的例子很少，因為鳥類缺乏外耳，但鴨子的喙有少量血管以防止熱量流失， 而且像格陵蘭綠頭鴨一樣，喙比南方鳥類的小，體現了這一法則。
由於綠頭鴨基因代碼的多樣性，這使它具有廣泛的雜交能力，決定羽色的基因突變非常常見，並產生了各種各樣的雜交種，如布魯爾鴨（綠頭鴨×赤頸鴨，Mareca strepera）。

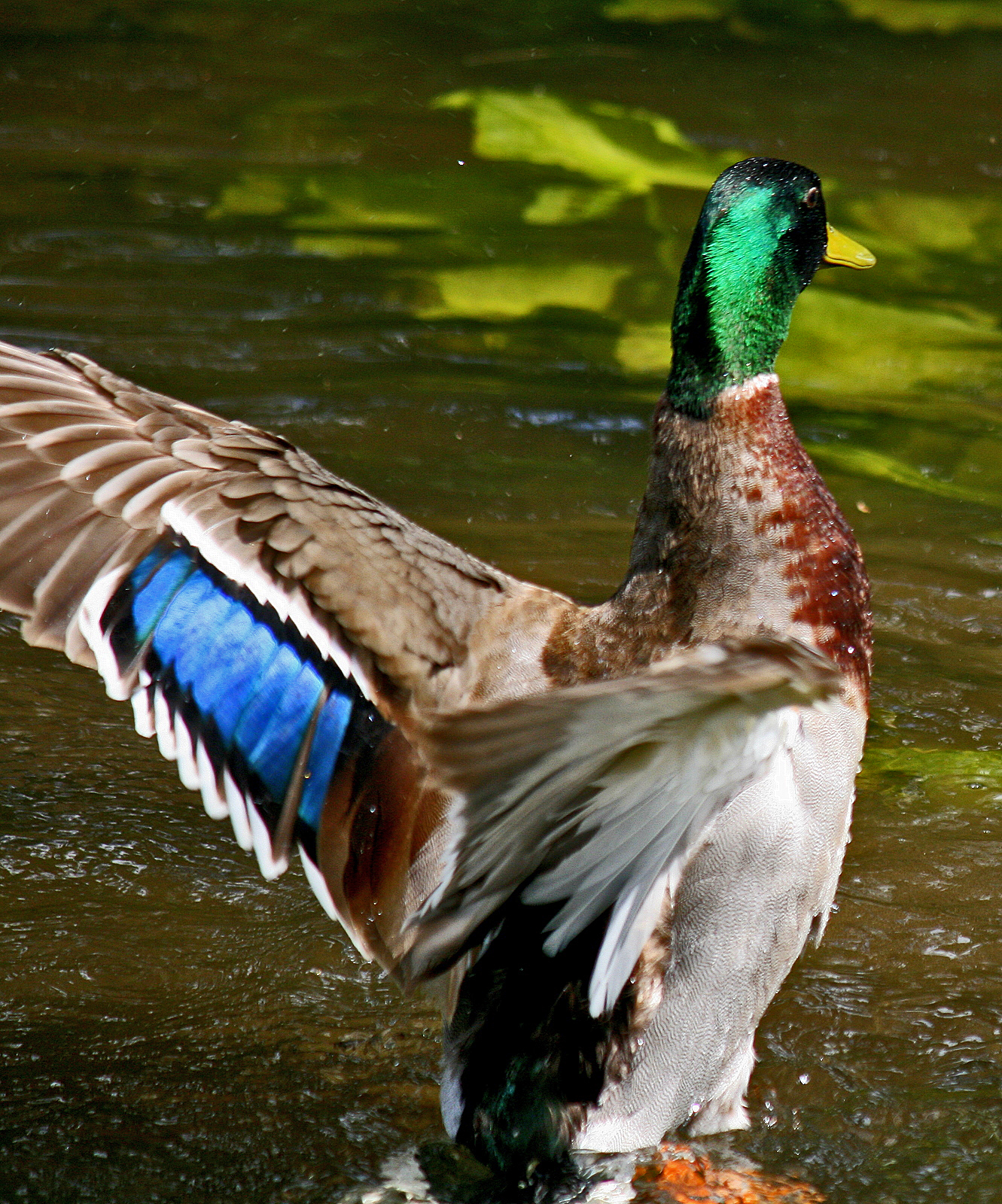
雄性的虹彩翼鏡羽
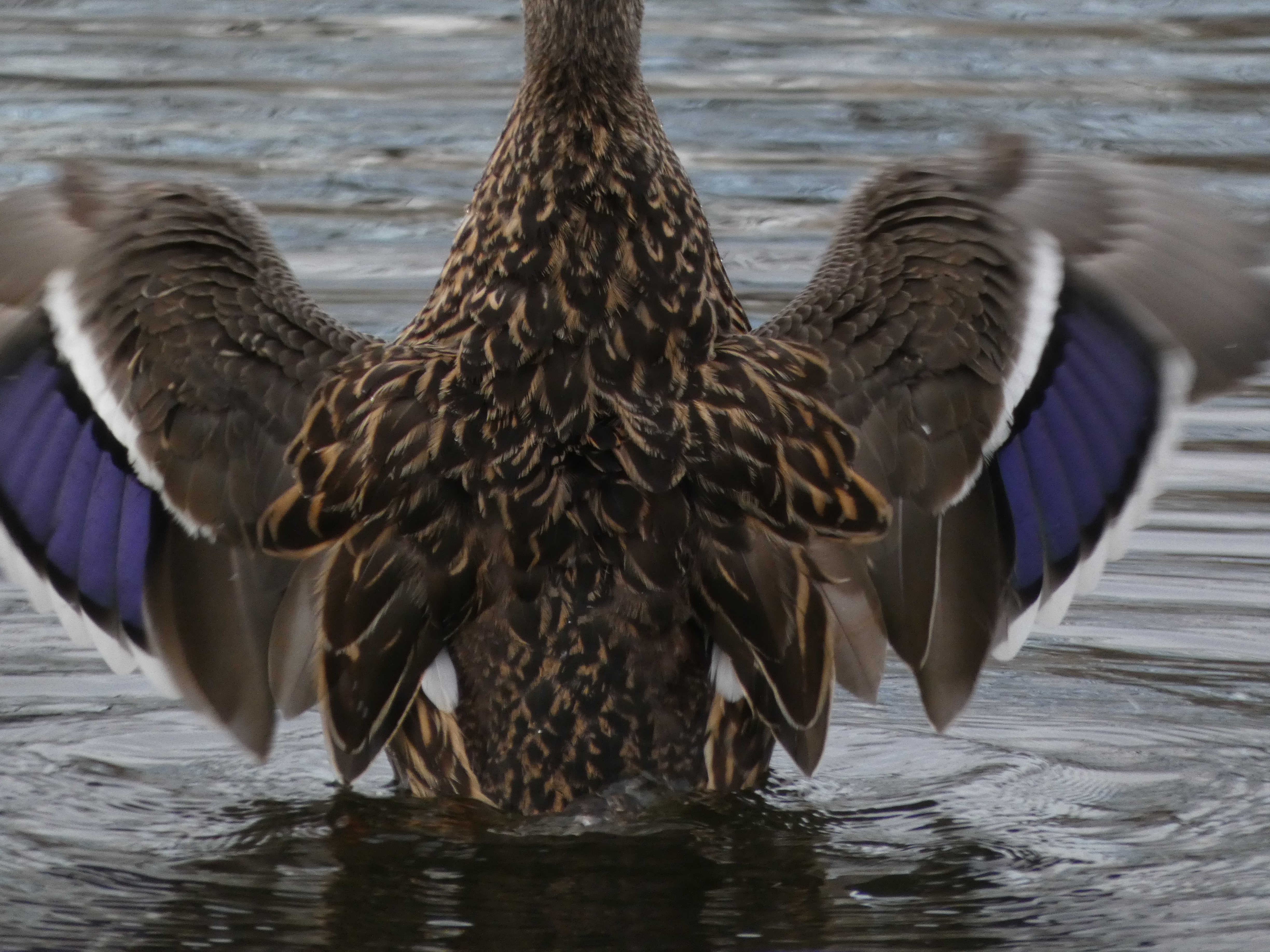
雌性展示背部圖案和彩色翼片

## 分佈和棲地
綠頭鴨廣泛分布於北半球和南半球；在北美洲，其範圍從阿拉斯加南部和中部延伸到墨西哥、夏威夷群島， 橫跨古北界， 西邊是冰島 和格陵蘭南部 和摩洛哥（北非）的部分地區 ，北邊是斯堪的納維亞 和英國 ，以及西伯利亞， 日本， 和南韓。 另外在東部，範圍延伸到南半球的東南部和西南部澳大利亞 以及紐西蘭。 :505 它在其繁殖範圍的北部地區具有強烈的遷徙性，並在更南的地方過冬。 例如，在北美洲，它在美國南部和墨西哥北部過冬， 但也經常在9月至5月間偶爾進入中美洲和加勒比地區。 一隻後來被命名為“特雷弗”的雄鴨在2018年引起媒體關注，因為它出現在紐埃島，這是綠頭鴨的不尋常地點。
綠頭鴨棲息於多種棲地和氣候區，從北極苔原到亞熱帶地區。 它出現在淡水和鹹水濕地，包括公園、小池塘、河流、湖泊和河口，以及海岸線附近的淺灣和開放海域。 偏好水深小於0.9（3.0英尺）的區域，避開深度超過幾米的區域。 它們被帶有水生植物的水體吸引。:507

## 行為

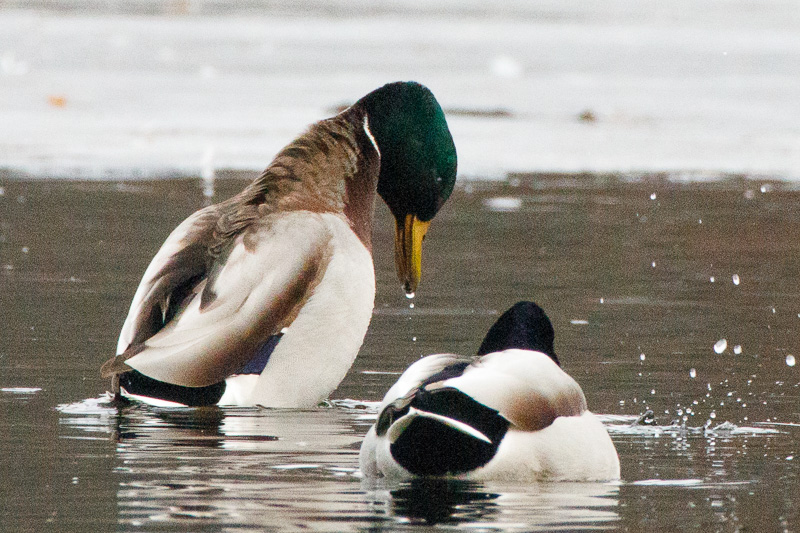
在涮水的綠頭鴨

### 覓食
綠頭鴨是雜食性動物，對食物選擇非常靈活。 其飲食可能根據多種因素而變化，包括繁殖週期的階段、可用食物的短期變化、營養素供應以及種間競爭和種內競爭。 綠頭鴨的飲食大部分似乎由腹足綱動物， 昆蟲（包括甲蟲、蒼蠅、鱗翅目昆蟲、蜻蜓和石蠅）， 甲殼類動物， 其他節肢動物， 蟲子， 其他鳥類的糞便， 許多種類的種子和植物材料， 以及根和塊莖組成。 在繁殖季節，記錄到雄鴨食用了37.6%的動物性食物和62.4%的植物性食物，特別是稗草（Echinochloa crus-galli）， 而未產卵的雌鴨食用了37.0%的動物性食物和63.0%的植物性食物，而產卵的雌鴨則食用了71.9%的動物性食物和僅28.1%的植物性食物。 植物通常構成鳥飲食的較大部分，特別是在秋季遷徙和冬季。
綠頭鴨通常透過撈取植物食物或覓食來進食；有報導稱它們食用青蛙、其他兩棲動物和魚，包括腐肉。 然而，2017年在羅馬尼亞觀察到一群綠頭鴨獵捕小型遷徙鳥類，包括灰鶺鴒和黑喉石䳭，這是它們首次被記錄到攻擊和食用大型脊椎動物。 它通常在河岸上築巢，但不一定在水邊。在繁殖季節之外是偏好群居鳥類，形成大型鳥群，稱為“sordes”。

### 繁殖
綠頭鴨通常在北半球的十月和十一月形成配對，直到雌性在築巢季節開始產卵之前。 此時，雄鴨會離開雌鴨，與其他雄鴨聚集等待六月（在北半球）開始的換羽期。 然而，在這短暫的時間內，雄鴨仍然具有性能力，其中一些會等待那些失去或放棄前一窩的雌鴨； 或強行與看似孤立或未配對的雌鴨交配，不論其種類以及是否有雛鴨。

築巢地點通常在地面，隱藏在植被中，雌鴨的斑點羽毛提供了有效的偽裝， 但也有雌鴨在樹洞、船屋、屋頂花園和陽台上築巢，有時導致孵化的雛鳥難以跟隨母親到水邊。 

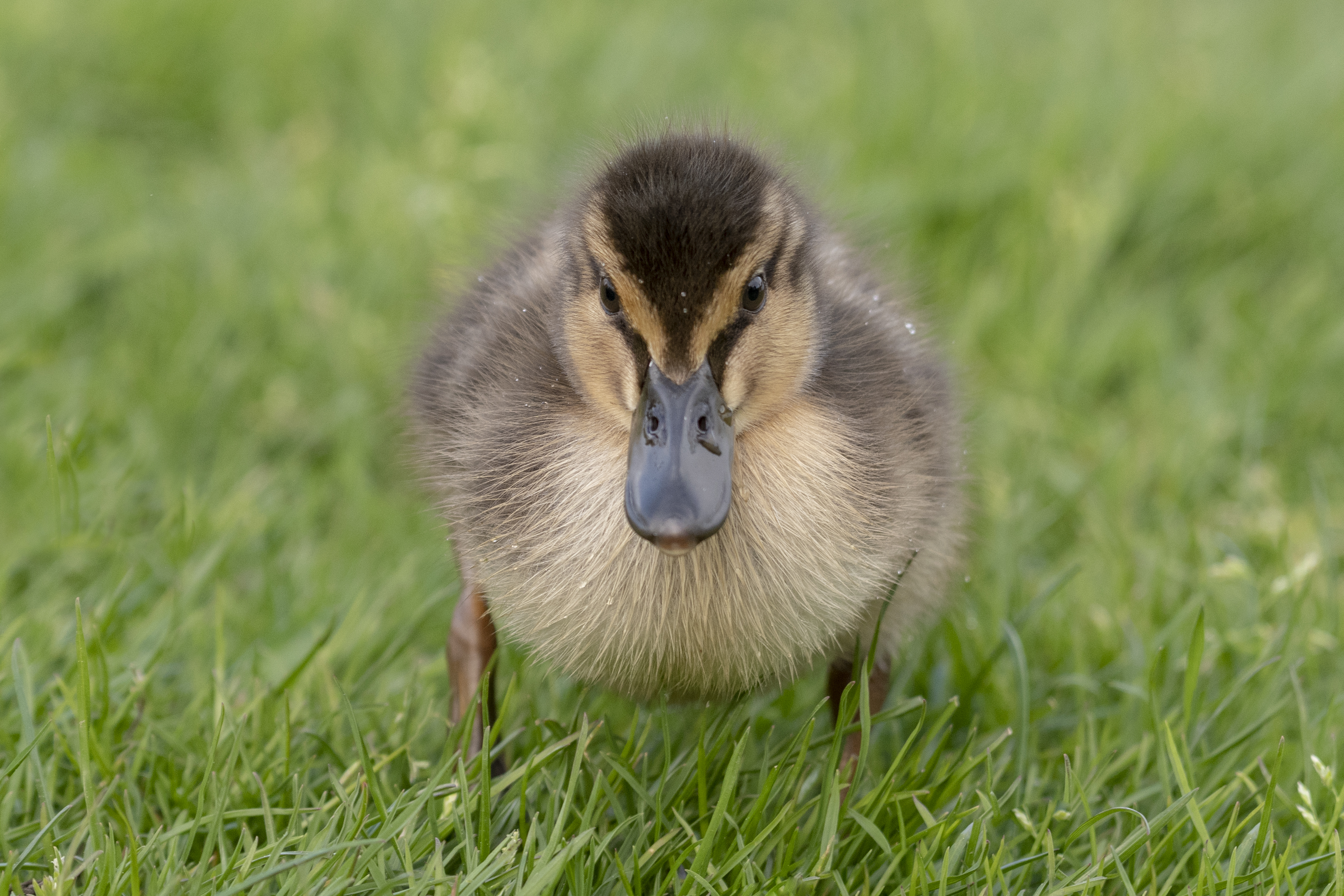
小鴨

一窩蛋數量為8-13枚，蛋的顏色從乳白色到綠色斑駁。 它們的大小約為58 mm（2.3英寸）長和32 mm（1.3英寸）寬。 蛋是隔天產下的，孵化在整窩蛋幾乎產完時開始。 孵化期為27-28天，長出成鳥羽毛需50-60天。 雛鳥為早熟型，孵化後即可完全游泳。 然而，銘印使它們本能地靠近母親，不僅是為了溫暖和保護，還是為了學習並記住它們的棲地以及如何和在哪裡覓食。 雖然已知會有收養情況，但雌鴨通常不容忍陌生的雛鳥靠近牠們的雛鳥群，並會猛烈攻擊並驅逐任何不熟悉的幼鳥，有時甚至會殺死它們。

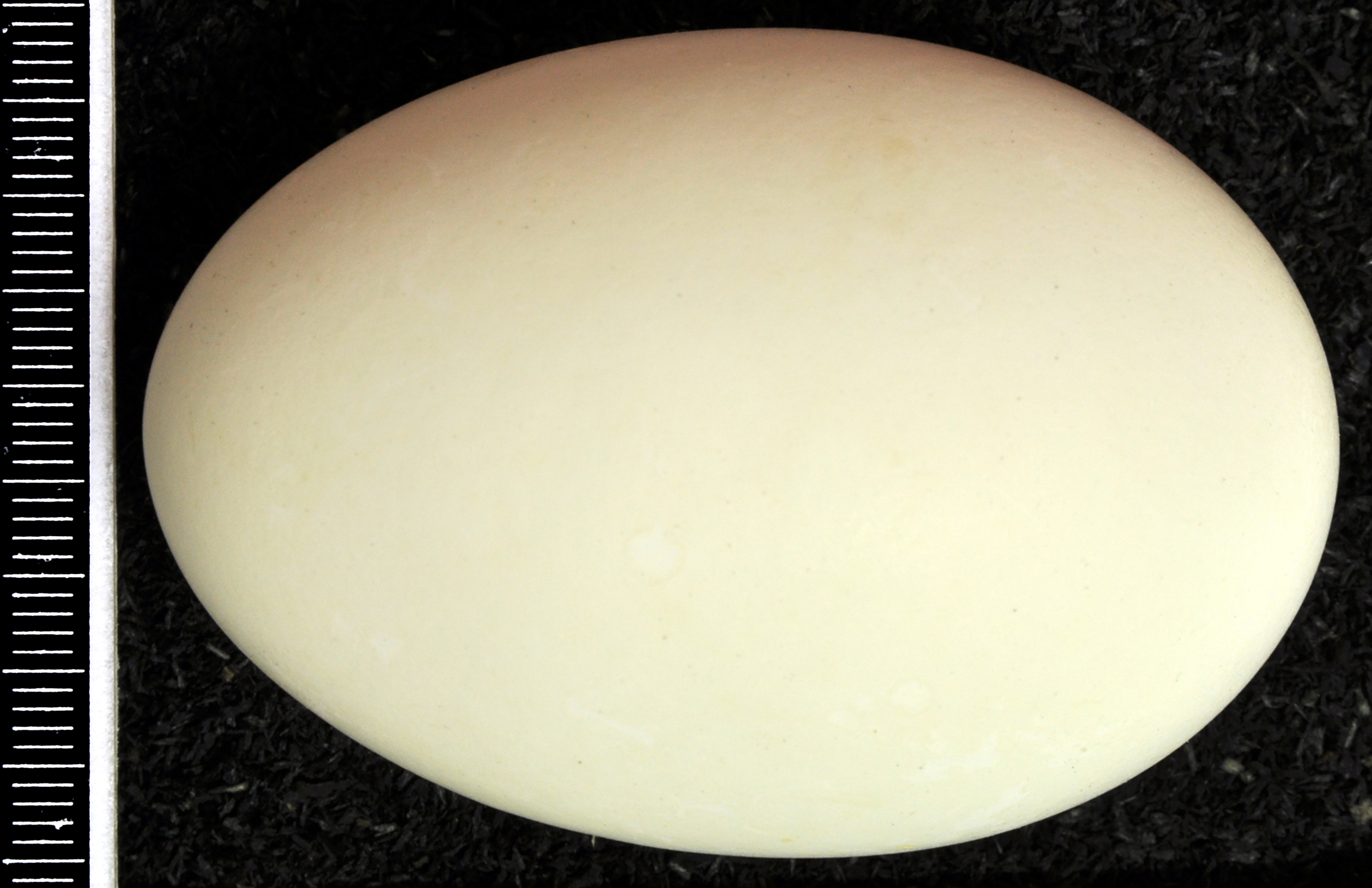
蛋, 收藏於 威斯巴登博物館

當雛鳥成長到能夠飛行的幼鳥時，它們會學習並記住其傳統的遷徙路線（除非它們在圈養中出生和長大）。在紐西蘭，綠頭鴨被歸化，發現其繁殖季節較長，蛋較大和數量較多，且幼雛存活率普遍高於其原產地的綠頭鴨。
如果育雛失敗，一些綠頭鴨可能會在初夏至仲夏期間第二次交配，試圖撫養第二窩蛋。此外，在不合季節的溫暖天氣情況下，綠頭鴨有時會在秋季繁殖；2011年11月，在倫敦濕地中心，一隻雌鴨成功孵化並撫養了一窩11隻雛鳥。
在繁殖季節，雄鴨和雌鴨都會變得具有攻擊性，通過衝向對方來驅逐競爭對手。 雄鴨比雌鴨更常打鬥，並通過不斷啄對手的胸部來攻擊對方，有時甚至拔掉羽毛和皮膚。雌鴨也會進行“煽動展示（inciting displays）”，鼓勵鴨群中的其他鴨子開始打鬥。 這種行為可能允許雌鴨評估潛在伴侶的強度。
那些在其他鴨子已經配對後被遺棄的雄鴨，有時會鎖定一隻孤立的雌鴨，即使是不同種的雌鴨，並追逐和啄咬她直到她虛弱，這時雄鴨會輪流與雌鴨交配。 Lebret（1961年）稱這種行為為“企圖強姦飛行”，而史丹利·克蘭普和K.E.L. Simmons（1977年）稱之為“強姦意圖飛行”。 雄鴨也偶爾以相同方式追逐其他不同種的雄鴨，甚至是彼此。 在一次記錄的“同性戀戀屍”事件中，一隻雄鴨在被追逐的雄鴨撞上玻璃窗後死亡，隨後與死去的雄鴨交配。 這篇論文在2003年獲得了搞笑諾貝爾獎。
綠頭鴨經常成為巢寄生的目標，偶爾有美洲潛鴨、赤麻鴨、小斑背潛鴨、赤膀鴨、琵嘴鴨、尖尾鴨、桂紅鴨、普通秋沙鴨和其他綠頭鴨在其巢中產卵。 如果寄生發生在產卵期間，雌鴨可能會試圖將它們排出或甚至放棄巢。

## 捕食者和威脅

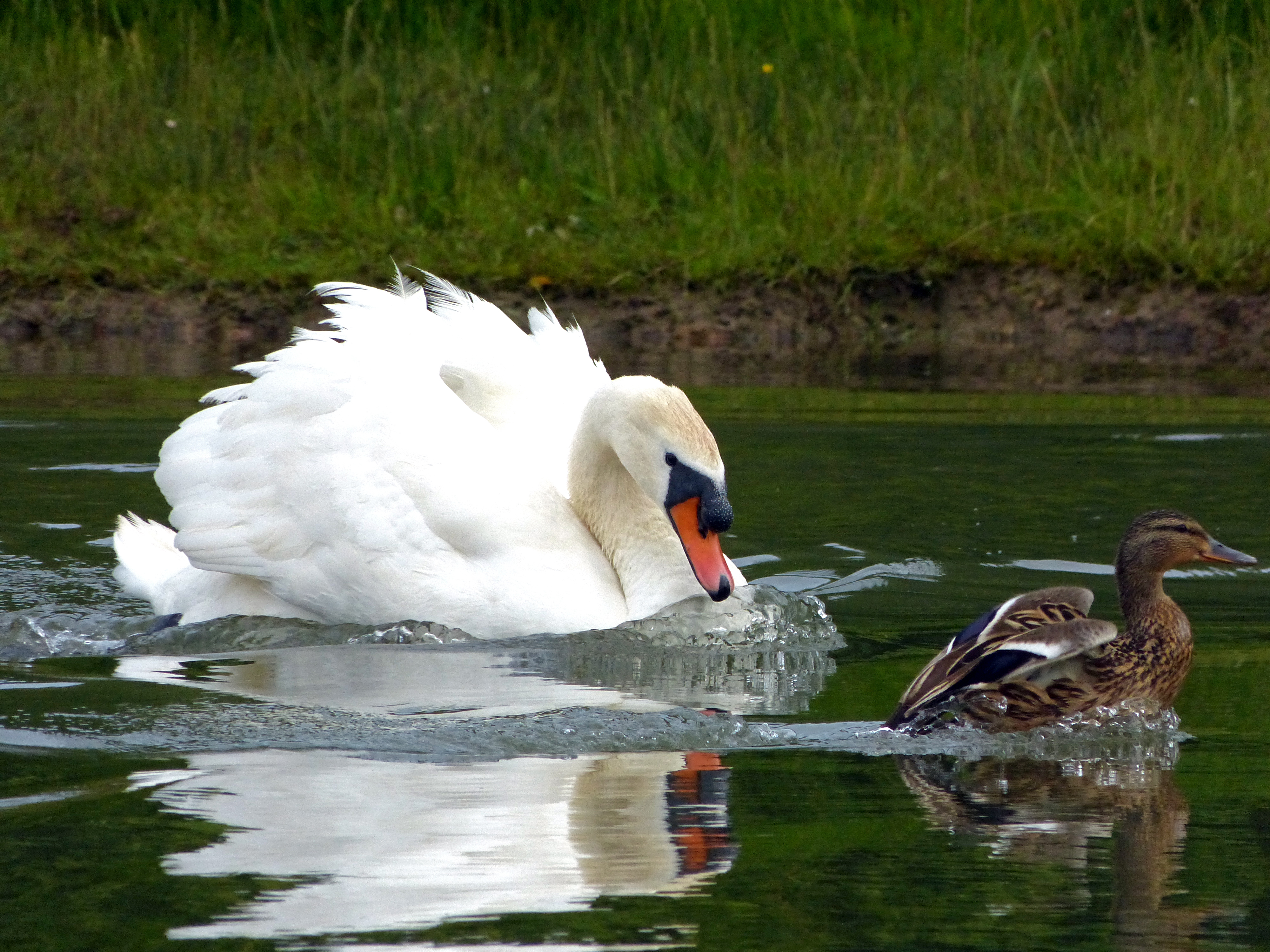
一隻雄疣鼻天鵝 (Cygnus olor) 驅趕一隻雌性綠頭鴨。

除了人類的狩獵，綠頭鴨在所有年齡段（尤其是年幼的）和所有地點都必須面對各種掠食者，包括猛禽和貓頭鷹、鼬科動物、鴉科動物、蛇、浣熊、負鼠、臭鼬、烏龜、大型魚類、貓科動物和犬科動物，最後兩者包括家貓和家犬。 成鴨最主要的自然掠食者是赤狐（Vulpes vulpes；最常獵捕正在孵化的雌鴨） 和較快或較大的猛禽 （例如遊隼、金鵰 或白頭海鵰）。 在北美，成鴨面臨不下15種猛禽的威脅，從北方澤鵟（Circus hudsonius）和短耳鴞（Asio flammeus）（兩者都比綠頭鴨小）到巨大的白頭海鵰（Haliaeetus leucocephalus）和金鵰（Aquila chrysaetos），以及大約12種哺乳類的掠食者，這還不包括幾種威脅蛋和雛鳥的鳥類和哺乳類掠食者。
綠頭鴨還被其他水邊的頂級掠食者捕食，如蒼鷺（Ardea cinerea）、 大藍鷺（Ardea herodias） 和夜鷺（Nycticorax nycticorax）、黑脊鷗（Larus argentatus）、鯰魚（Silurus glanis） 和白斑狗魚（Esox lucius）。 烏鴉（Corvus）  也偶爾會殺死雛鴨和成鴨。 此外，綠頭鴨可能在繁殖季節被較大的雁形目鳥類如天鵝（Cygnus ） 和鵝攻擊，並經常因為領土爭端被這些鳥類驅趕。疣鼻天鵝（Cygnus olor） 已知會攻擊甚至殺死綠頭鴨，如果它們覺得鴨子對其後代構成威脅。 普通潛鳥（Gavia inmer） 也是類似地對其他鳥類在這些爭端中具有領域性和攻擊性，並經常將綠頭鴨驅趕出它們的領地。然而，在2019年，威斯康辛州的一對普通潛鳥被觀察到撫養了一隻綠頭鴨雛鳥數周，似乎在其父母被遺棄後收養了這隻鳥。
在夏季，高溫和水位下降的組合使綠頭鴨更容易感染肉毒桿菌中毒，因為這些條件對肉毒桿菌的繁殖是理想的，這些鳥類也更有可能接觸到細菌產生的肉毒桿菌毒素。綠頭鴨群體中的肉毒桿菌中毒爆發可能導致大規模死亡。
綠頭鴨的捕食規避行為，如睜一隻眼睛睡覺，使大腦一半保持警覺而另一半睡覺，首次在綠頭鴨中得到了證明，儘管一般認為這在鳥類中是普遍的。

## 狀態和保護
自1998年以來，綠頭鴨在IUCN瀕危物種紅色名錄中被評為無危物種。這是因為它的分佈範圍廣——超過20,000,000平方公里（7,700,000平方英里）  並且其群體數量在增加，而不是在十年或三代內減少30%，因此不需要易危評級。此外，綠頭鴨的群體數量非常大。
與許多水禽不同，綠頭鴨從人類對世界的改變中受益匪淺，以至於它們現在在某些地區被視為入侵物種。 在它們棲息的地區，它們經常出現在城市公園、湖泊、池塘和其他人造水域中，並且由於它們對人類的溫順性質和美麗的虹彩顏色，通常在人類棲地中被容忍或鼓勵。 雖然大多數未被馴化，但綠頭鴨如此成功地與人類共存，以至於它們在保護方面的主要風險來自一旦人類和綠頭鴨在某一地區定居，當地傳統鴨類的遺傳多樣性會減少。綠頭鴨非常適應環境，能夠在城市地區生活甚至繁榮，這些地區在發展之前可能支持更多本地化、敏感的水禽物種。 在它們非本地的地方放生野生綠頭鴨有時會通過與當地的水禽雜交而產生問題。 這些非遷徙的綠頭鴨與當地族群中的近親物種的本地野鴨雜交，通過基因污染產生可繁殖後代。 各種野鴨基因庫的完全雜交可能導致許多本地水禽的滅絕。 綠頭鴨本身是大多數家鴨的祖先，其自然演化的野生基因庫反過來被畜養和野生群體所污染。
隨著時間的推移，發展出介於兩個物種之間的雜交種群；物種形成過程開始逆轉。 這引起了對綠頭鴨親屬的保護生物學擔憂，如夏威夷鴨、 紐西蘭灰鴨（A. s. superciliosa） 太平洋黑鴨的亞種）、 綠嘴黑鴨、 斑點鴨、 麻斑鴨、 黃嘴鴨、 和墨西哥鴨， 在後者的情況下甚至引發了關於這些鳥應該被視為一個物種（因此有資格獲得更多的保護研究和資金）還是包括在綠頭鴨物種中的爭議。生態變化和狩獵也導致了本地物種的下降；例如，紐西蘭灰鴨的群體在20世紀中葉因過度捕獵而急劇下降。 夏威夷鴨的雜交後代似乎不太適應本地棲地，使用它們進行重新引入項目似乎降低了成功率。 總而言之，綠頭鴨“雜交掉”近似種的問題，不如說是當地鴨子數量減少的結果，而不是綠頭鴨的擴散；異域物種形成和隔離行為產生了今天的綠頭鴨類鴨類的多樣性，儘管在大多數（如果不是全部）的這些群體中，雜交一定在某種程度上發生過。

### 侵入性

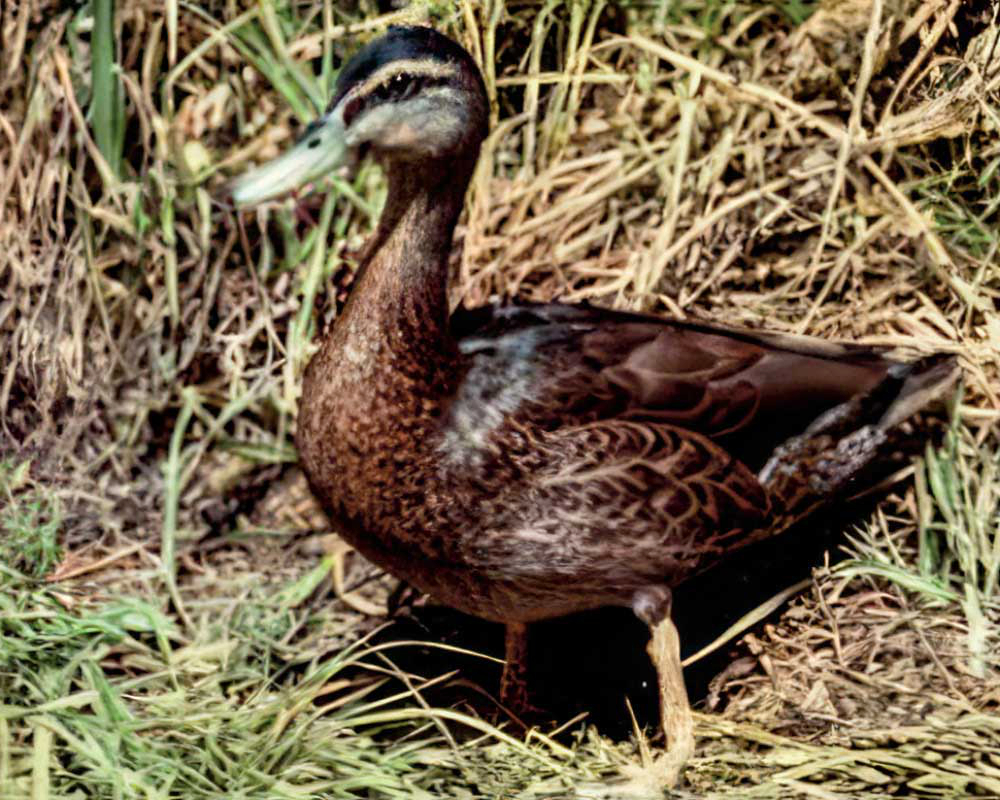
加姆島野鴨最後一隻雄鴨

綠頭鴨與本地鴨類繁殖，對南非的生物多樣性造成嚴重的“基因污染”，儘管保護當地水禽種群的協議 – 同樣適用於綠頭鴨和其他鴨類。 綠頭鴨與黃嘴鴨的雜交種是可生育的，能夠生產混合後代。 如果這種情況持續下去，將只會出現雜交種，從長遠來看會導致各種本地水禽的滅絕。 綠頭鴨可以與63種其他物種雜交，對本地水禽的遺傳完整性構成嚴重威脅。 綠頭鴨及其雜交種與本地鳥類競爭資源，包括巢位、棲地和食物。
在美國，綠頭鴨、綠頭鴨雛鳥和受精的綠頭鴨蛋可供公眾出售和私人擁有，無論是作為家禽還是寵物，目前都是合法的，除了佛羅里達州，該州目前禁止家養綠頭鴨。這是為了防止與本地的斑點鴨雜交。
在澳大利亞和紐西蘭，綠頭鴨被視為入侵物種:505，它們與太平洋黑鴨（在紐西蘭當地稱為灰鴨）競爭，後者在過去曾被過度捕獵。在那裡以及其他地方，隨著城市化的增加，綠頭鴨在擴散並與當地的親屬雜交。
花嘴鴨目前正在侵入濱海邊疆區的綠頭鴨族群中，可能是由於全球變暖引起的生境變化。 馬里亞納綠頭鴨是一個獨立的異域物種族群，在大多數方面是一個優良的物種，顯然最初是由綠頭鴨-太平洋黑鴨的雜交產生的； 它在20世紀末滅絕。
來珊鴨是綠頭鴨的一個島嶼親屬，數量非常少且波動很大。 綠頭鴨有時會在遷徙期間到達其島嶼家園，並且可以預期在這些物種存在的時間內偶爾會留下來並與來珊鴨雜交。 然而，這些雜交種對萊桑島獨特的生態條件適應性較差，因此適應度較低。在公元400 年之前，來珊鴨遍布夏威夷群島，隨後在波利尼西亞殖民期間迅速衰落。 現在，它們的分佈範圍僅限於萊桑島。 它是成功遷徙的鳥類之一，在20世紀初幾乎滅絕後得以恢復。

## 與人類的關係

### 馴化

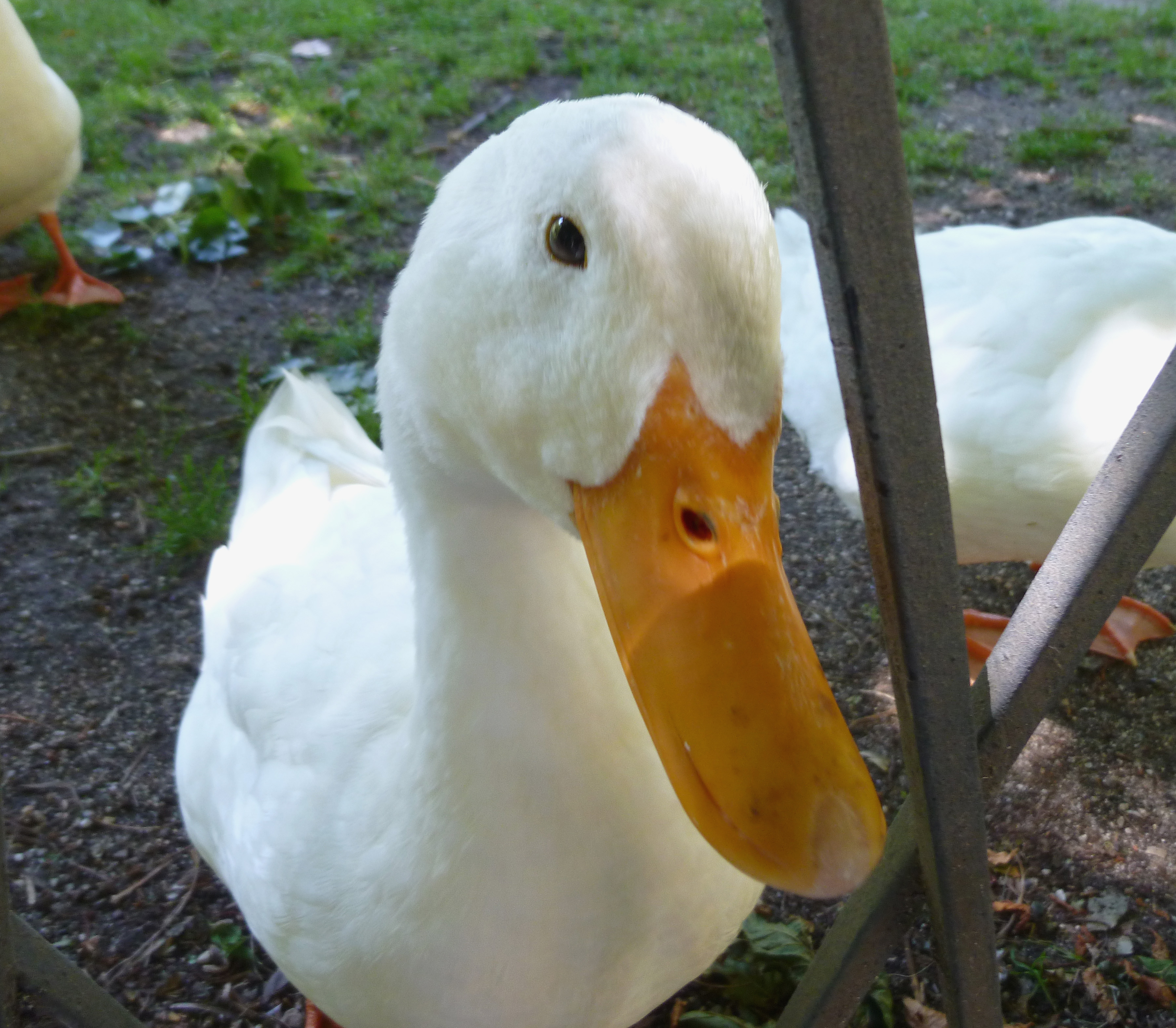
美系北京鴨，一種源自綠頭鴨的家鴨品種

綠頭鴨經常出現在人類的公園、農場和其他人工水道的池塘、河流和溪流中 – 甚至會造訪人類的庭院水景。
綠頭鴨與人類有著悠久的關係。幾乎所有的家鴨品種都源自綠頭鴨，除了少數疣鼻棲鴨品種， 並且都列在三名法之下。綠頭鴨通常是單配偶制，而家鴨大多是多配偶制。家鴨沒有領土行為，比綠頭鴨更不具攻擊性。 家鴨主要是為了肉而飼養的；它們的蛋也可以食用，並且味道濃郁。 它們最早在至少4,000年前的新石器時代的東南亞被馴化，並且也被羅馬人在歐洲和馬來人在亞洲飼養。 由於家鴨和綠頭鴨是同一物種，因此綠頭鴨與家鴨交配並產生完全可育的雜交後代是很常見的。 因此，綠頭鴨的基因已被家鴨的基因污染。
儘管飼養家禽品種更受歡迎，但有時也會飼養純種綠頭鴨以獲取蛋和肉， 雖然它們可能需要剪羽以限制飛行。

### 狩獵

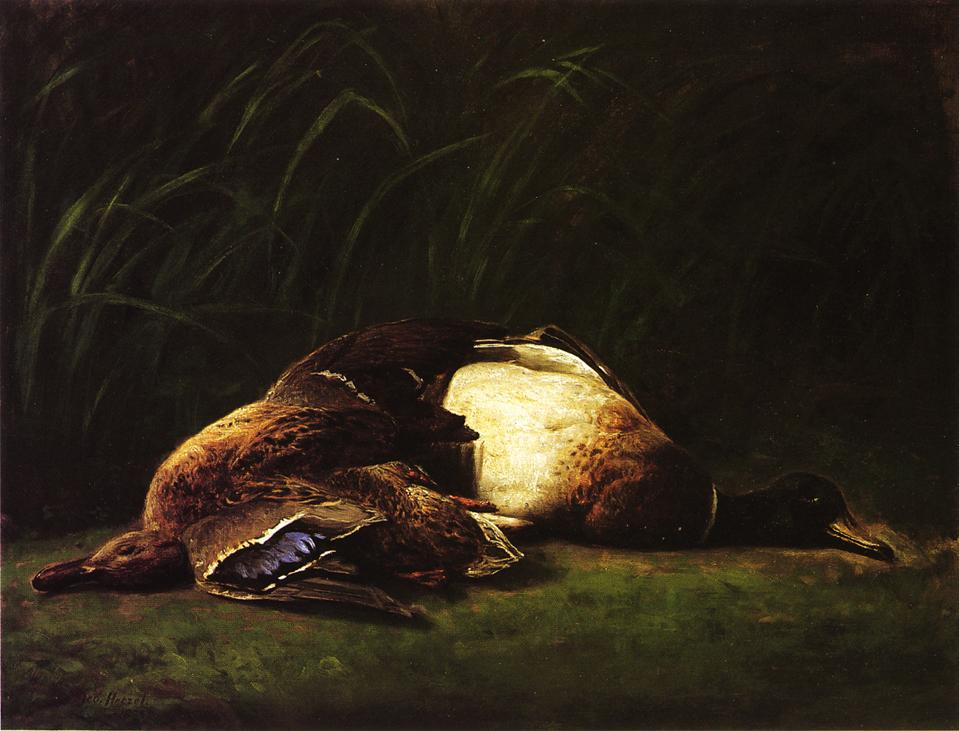
George Hetzel，綠頭鴨靜物畫，1883-1884年

由於數量龐大，綠頭鴨是最常被獵作為運動的鴨子品種之一。理想的狩獵綠頭鴨地點被認為是水位較淺的地方，鳥類可以在那裡覓食。 在某些地方、某些時間和某些群體中，狩獵綠頭鴨可能會導致其數量下降。 在某些國家，綠頭鴨可以合法狩獵，但受到國家法律和政策的保護。例如，在英國，綠頭鴨受1981年野生動植物和鄉村法案的保護，該法案限制了某些狩獵、捕捉和殺害綠頭鴨的方式。

### 作為食物
自古以來，綠頭鴨就被當作食物食用。在新石器時代的希臘，野生綠頭鴨被食用。 通常只吃胸肉和大腿肉。 它不需要在準備前風乾，通常是燉或烤，有時用苦橙或波特酒調味。

### 在文化中
《讓路給小鴨子》是由羅勃·麥羅斯基撰寫和插圖的兒童繪本。這本書以一對在波士頓公共花園養育小鴨子的綠頭鴨為中心。
《飛鴨向前衝》是一部由環球影業和照明娛樂製作的動畫冒險喜劇電影。故事講述了一個綠頭鴨家庭試圖從新英格蘭遷徙到牙買加的過程。

## 图片资源

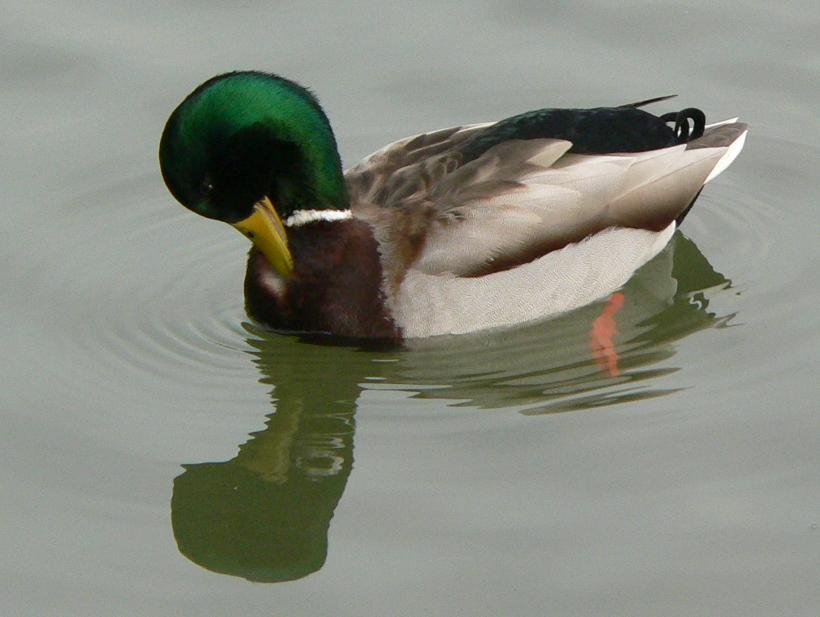
雄性绿头鸭
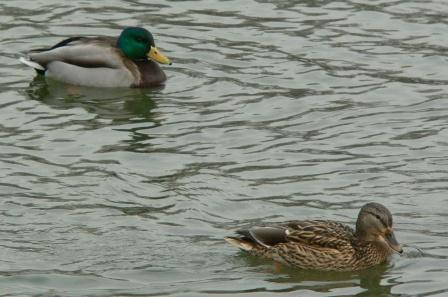
雌性绿头鸭和雄性绿头鸭
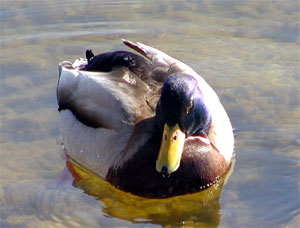
雄性绿头鸭
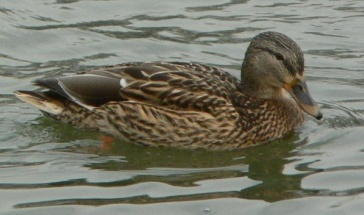
雌性绿头鸭
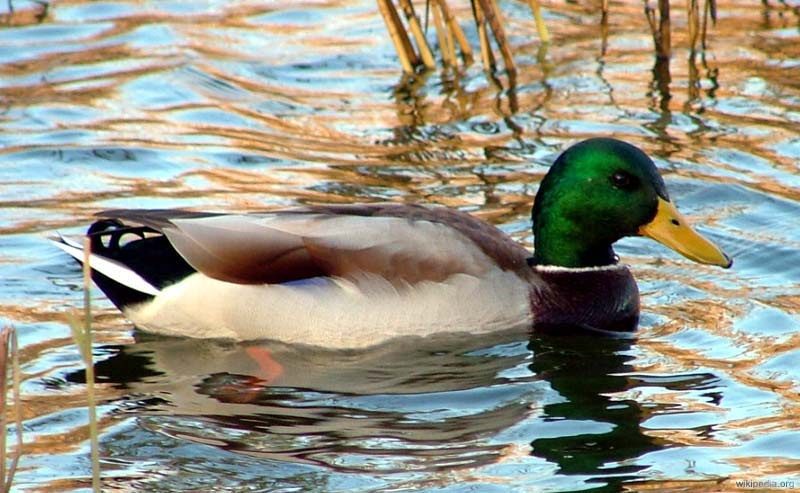
绿头鸭
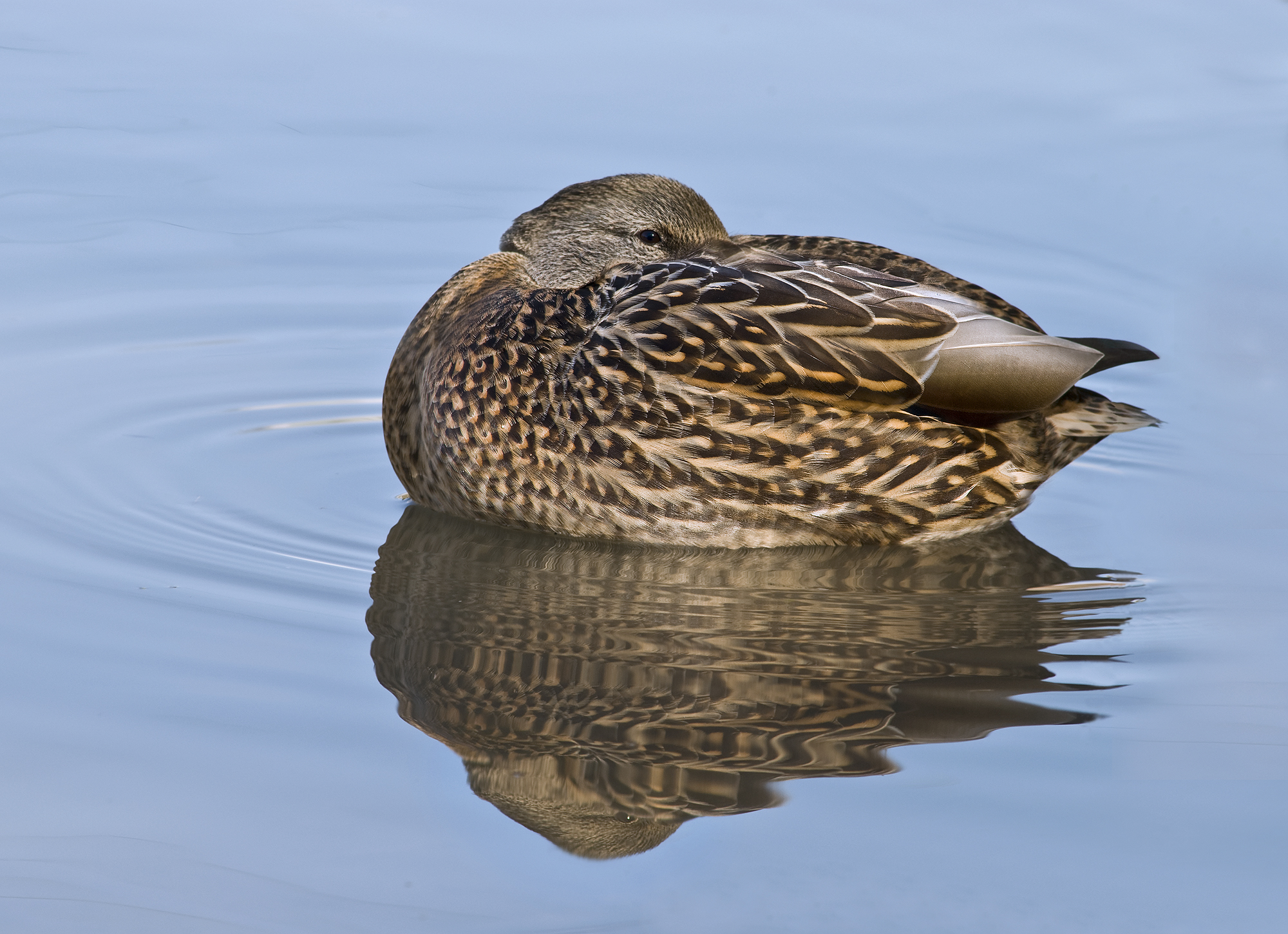
正在睡觉的雌绿头鸭
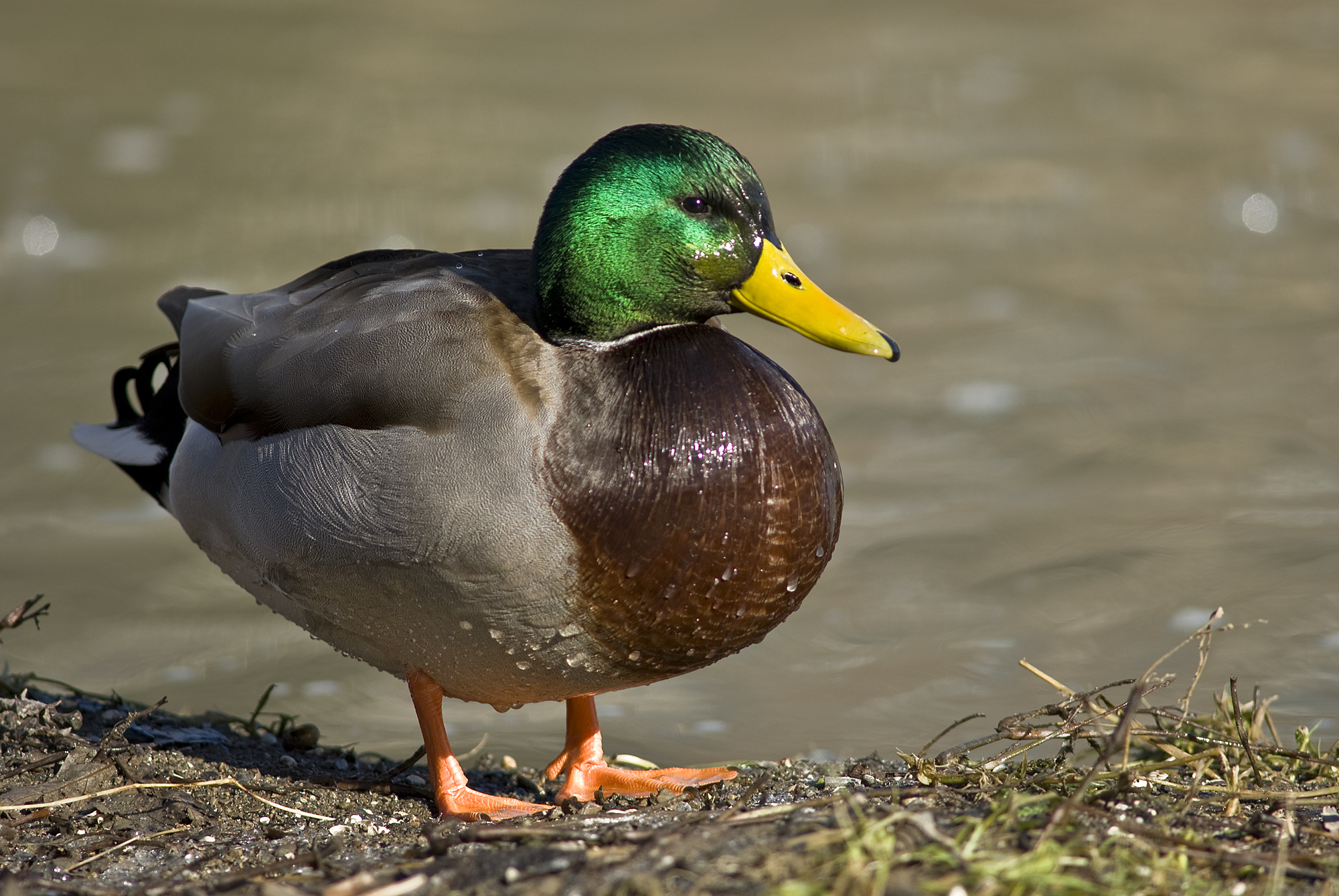
雄绿头鸭
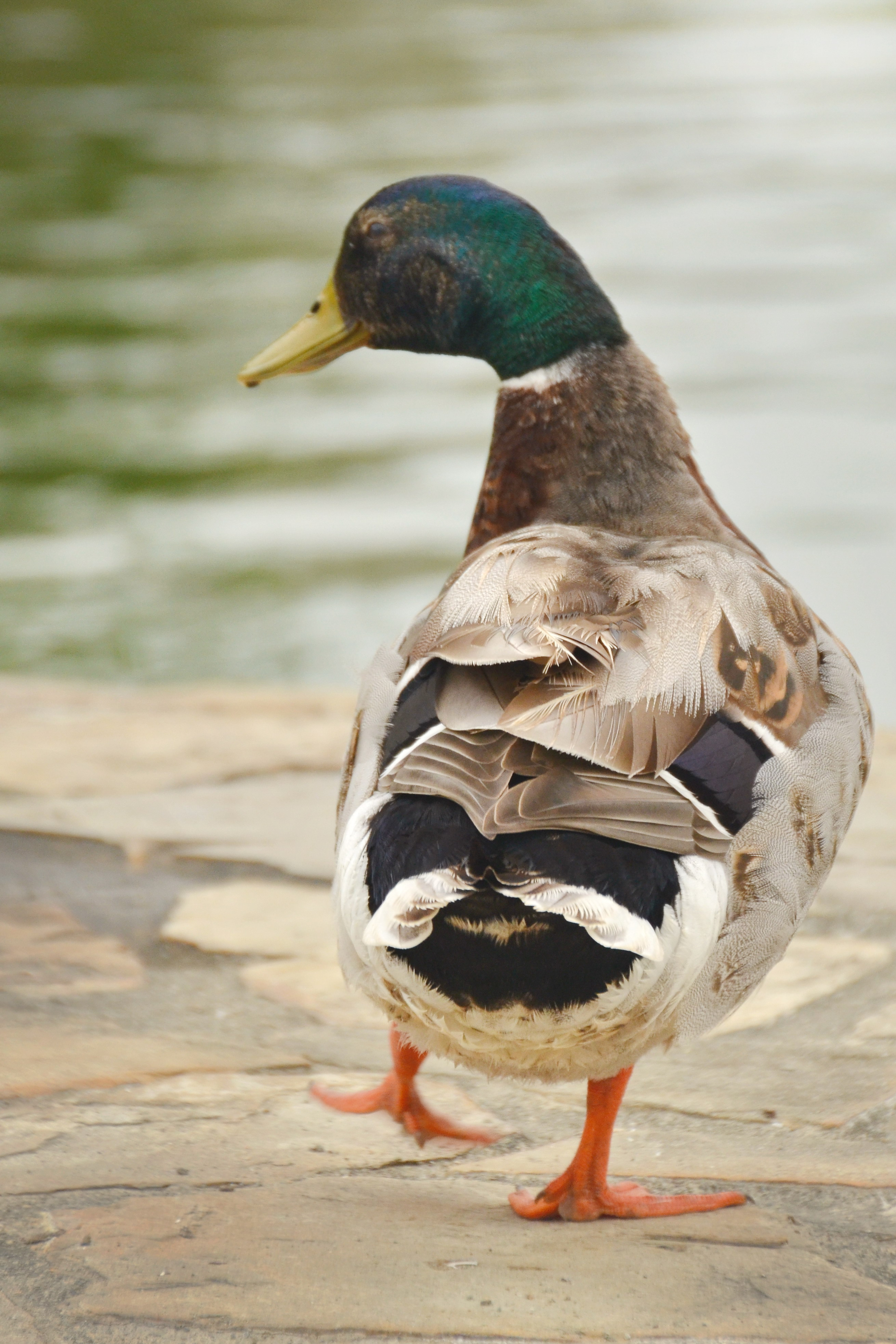
绿头鸭的背面
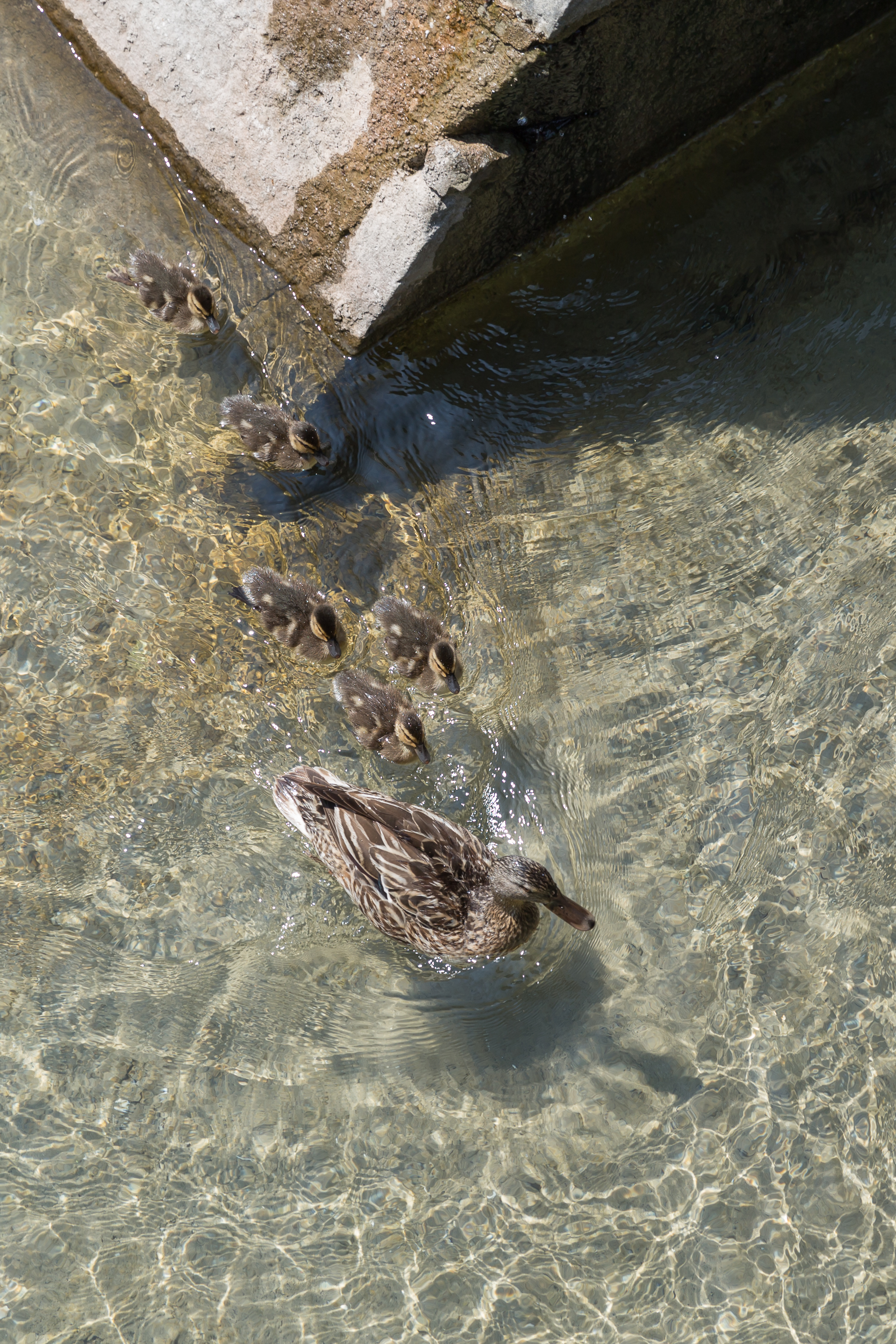
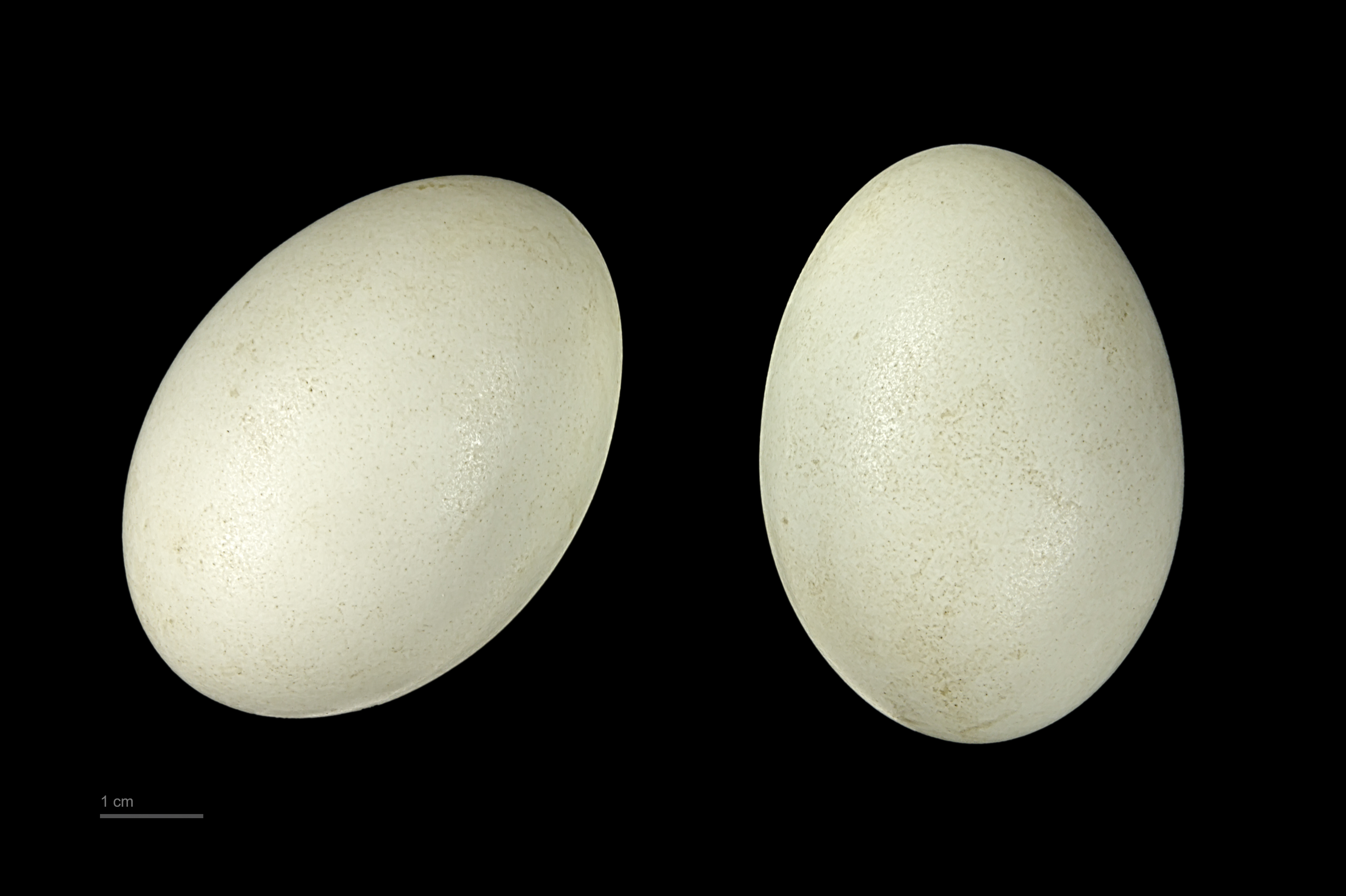
Museum specimen

## 延伸阅读
[在维基数据编辑]
 《欽定古今圖書集成·博物彙編·禽蟲典·鳧部》，出自陈梦雷《古今圖書集成》